# Túnel de Añisclo

## Historia
Los túneles de Añisclo son 4 túneles situados en la mitad Este de la carretera provincial oscense (España) HU-631 que comunica las localidades de Sarvise(N-260b) - Fanlo - Nerín y Laspuña (A-138), una de las principales funciones de esta vía es la de servir como acceso a la zona sur del Parque Nacional de Ordesa y Monteperdido, concretamente al emblemático cañón de Anisclo.
Actualmente está en debate la posibilidad de prohibir el acceso de los vehículos por esta carretera, ya que parte de ella se encuentra dentro del Parque Nacional de Ordesa y Monte Perdido y la zona posee un alto valor ecológico, de hecho uno de los lugares donde más fácil es divisar fauna salvaje es en el tramo carretero.

## Características
Las longitudes de los 4 túneles son:
- Añisclo 1: 86 m
- Añisclo 2: 62 m
- Añisclo 3: 33 m
- Añisclo 4: 40 m

Los 4 túneles son monotubos, estrechos y excavados en roca viva por lo que con frecuencia en invierno se generan estalactitas de hielo en su interior.